# US Junior Amateur Kampioenschap
Het US Junior Amateur Kampioenschap (U.S. Junior Amateur Golf Championship) is het belangrijkste amateurkampioenschap voor golfers die op de laatste dag van het toernooi nog geen achttien jaar oud zijn. 

## Jongens
Hun handicap moet 6,4 of minder zijn.
De eerste editie was in 1948. Er waren toen al 495 deelnemers. De eerste twee dagen wordt er strokeplay gespeeld, daarna wordt er door de beste 64 deelnemers matchplay gespeeld. In 1999 was het recordaantal deelnemers 4508.

#### Winnaars
Tiger Woods is de enige deelnemer die het toernooi drie keer won. De eerste keer was hij 15 jaar en 200 dagen en de jongste winnaar ooit. In 2010 werd het toernooi gewonnen door Jim Liu, die toen 14 jaar en 11 maanden was.
| - 1948: Dean Lind - 1949: Gay Brewer - 1950: Mason Rudolph - 1951: Tommy Jacobs - 1952: Donald M. Bisplinghoff - 1953: Rex Baxter - 1954: Foster Bradley Jr - 1955: Billy J. "Cotton" Dunn - 1956: Harlan Stevenson - 1957: Larry Beck - 1958: Gordon Baker - 1959: Larry J. Lee - 1960: William L. Tindall - 1961: Charles S. McDowell - 1962: Jim Wiechers - 1963: Gregg McHatton | - 1964: Johnny Miller - 1965: James Masserio - 1966: Gary Sanders - 1967: John T. Crooks - 1968: Eddie Pearce - 1969: Aly Trompas - 1970: Gary Koch - 1971: Mike Brannan - 1972: Bob Byman - 1973: Jack Renner - 1974: David Nevatt - 1975: Brett Mullin - 1976: Madden Hatcher III - 1977: Willie Wood - 1978: Donald Hurter - 1979: Jack Larkin | - 1980: Eric Johnson - 1981: Scott Erickson - 1982: Rich Marik - 1983: Tim Straub - 1984: Doug Martin - 1985: Charles Rymer - 1986: Brian Montgomery - 1987: Brett Quigley - 1988: Jason Widener - 1989: David Duval - 1990: Matthew Todd - 1991: Tiger Woods - 1992: Tiger Woods - 1993: Tiger Woods - 1994: Terry Noe - 1995: D. Scott Hailes | - 1996: Shane McMenamy - 1997: Jason Allred - 1998: James Oh - 1999: Hunter Mahan - 2000: Matthew Rosenfeld - 2001: Henry Liaw - 2002: Charlie Beljan - 2003: Brian Harman - 2004: Sihwan Kim - 2005: Kevin Tway - 2006: Philip Francis - 2007: Cory Whitsett - 2008: Cameron Peck - 2009: Jordan Spieth - 2010: Jim Liu - 2011: Jordan Spieth |

## Meisjes
Hun handicap moet 18.4 of lager zijn. Het niveau is op die leeftijd duidelijk anders dan bij de jongens. De eerste editie werd gespeeld in 1949. er waren toen maar 28 deelneemsters. De jongste winnares is de Koreaanse Aree Song, ze was toen 13 jaar en 99 dagen en werd in 2003 professional. Ze speelt nu op de LPGA Tour.
Wat ook opvalt is dat veel meer meisjes later professional werden. Mickey Wright won 82 toernooien op de LPGA Tour, Nancy Lopez 52, JoAnne Carner 49, Amy Alcott 33, Hollis Stacy 21 en Pat Hurst 11.
De twee finalisten mogen in de volgende US Women's Amateur meespelen. 

#### Winnaressen
| - 1949: Marlene Bauer - 1951: Arlene Brooks - 1950: Patricia Lesse - 1952: Mickey Wright - 1953: Millie Meyerson - 1954: Wiffi Smith - 1955: Carole Jo Kabler - 1956: JoAnne Gunderson - 1957: Judy Eller - 1958: Judy Eller - 1959: Judy Rand - 1960: Carol Sorenson - 1961: Mary Lowell - 1962: Mary Lou Daniel - 1963: Janis Ferraris - 1964: Peggy Conley | - 1965: Gail Sykes - 1966: Claudia Ann Mayhew - 1967: Elizabeth (Doll) Story - 1968: Margaret Harmon - 1969: Hollis Stacy - 1970: Hollis Stacy - 1971: Hollis Stacy - 1972: Nancy Lopez - 1973: Amy Alcott - 1974: Nancy Lopez - 1975: Dayna Benson - 1976: Pilar Dorado - 1977: Althea Tome - 1978: Lori Castillo - 1979: Penny Hammel - 1980: Laurie Rinker | - 1981: Kay Cornelius - 1982: Heather Farr - 1983: Kim Saiki - 1984: Cathy Mockett - 1985: Dana Lofland - 1986: Pat Hurst - 1987: Michelle McGann - 1988: Jamille Jose - 1989: Brandie Burton - 1990: Sandrine Mendiburu - 1991: Emilee Klein - 1992: Jamie Koizumi - 1993: Kellee Booth - 1994: Kelli Kuehne - 1995: Marcy Newton - 1996: Dorothy Delasin | - 1997: Beth Bauer - 1998: Leigh Anne Hardin - 1999: Aree Wongluekiet - 2000: Lisa Ferrero - 2001: Nicole Perrot - 2002: Inbee Park - 2003: Sukjin-Lee Wuesthoff - 2004: Julieta Granada - 2005: In-Kyung Kim - 2006: Jenny Shin - 2007: Kristen Park - 2008: Alexis Thompson - 2009: Amy Anderson - 2010: Doris Chen - 2011: Ariya Jutanugarn - 2012: 22-27 juli |